# راسموس بيركلاند
راسموس بيركلاند (بالنرويجية البوكمول: Rasmus Birkeland)‏ هو ربان ‏ نرويجي، ولد في 14 أبريل 1888 في Austevoll ‏ في النرويج، وتوفي بنفس المكان في 12 ديسمبر 1972.

## وصلات خارجية
- راسموس بيركلاند على موقع أوليمبيديا (الإنجليزية)